# En amerikansk myt
En amerikansk myt, original American Tabloid, är en thriller från 1995 av författaren James Ellroy. Romanen utgavs i Sverige 1997 på Bra Böcker i översättning av Thomas Preis. En amerikansk myt var första delen i en trilogi, som fortsatte med Sextusen kalla och avslutades med Oroligt blod.

## Handling
Romanen, som utspelar sig 1958 till 1963 skildrar tre män: F d polisen Pete Bondurant (bifigur i Ellroys roman Vit jazz), numera livvakt till Howard Hughes samt de båda FBI-agenterna Kemper Boyd och Ward Littell. Fastän mycket olika blir de tre männen indragna i de smutsigare aspekterna av amerikansk politik, eller rättare sagt den hemliga delen av amerikansk politik. Utöver bl.a. Hughes förekommer andra verkliga personer såsom J. Edgar Hoover i handlingen. Romanen skildrar bl.a. Kennedyadministrationens politik och slutar med mordet på John F Kennedy.